# تیرووادینیلایام
تیرووادینیلایام (به لاتین: Thiruvadinilayam) یک منطقهٔ مسکونی در سری‌لانکا است که در استان شمالی (سری‌لانکا) واقع شده‌است.